# غار کبوتران
غار کبوتران در شمال شهرستان فریدونشهر قرار دارد.